# Лаваль, Александра Григорьевна
Графиня Александра Григорьевна Лаваль (урождённая Козицкая, 18 марта 1772 — 17 ноября 1850) — одна из наследниц мясниковских миллионов, хозяйка салона, собирательница произведений искусства и благотворительница. Жена графа Ивана Степановича Лаваля, мать Е. И. Трубецкой, тёща декабриста князя Трубецкого.

## Биография
Старшая дочь статс-секретаря Екатерины II Григория Васильевича Козицкого от брака его с Екатериной Ивановной Мясниковой, дочерью известного богача. Выросла в роскоши, в семье, кичившейся своим богатством. В возрасте 26 лет, уже после свадьбы младшей сестры Анны с князем А. М. Белосельским-Белозерским, влюбилась во французского эмигранта Ивана Степановича Лаваля, служащего министерства иностранных дел. Мать, Екатерина Ивановна, хотя и была сама малообразованной дочерью волжского паромщика-старообрядца, согласно семейному преданию, воспротивилась столь неравному браку.

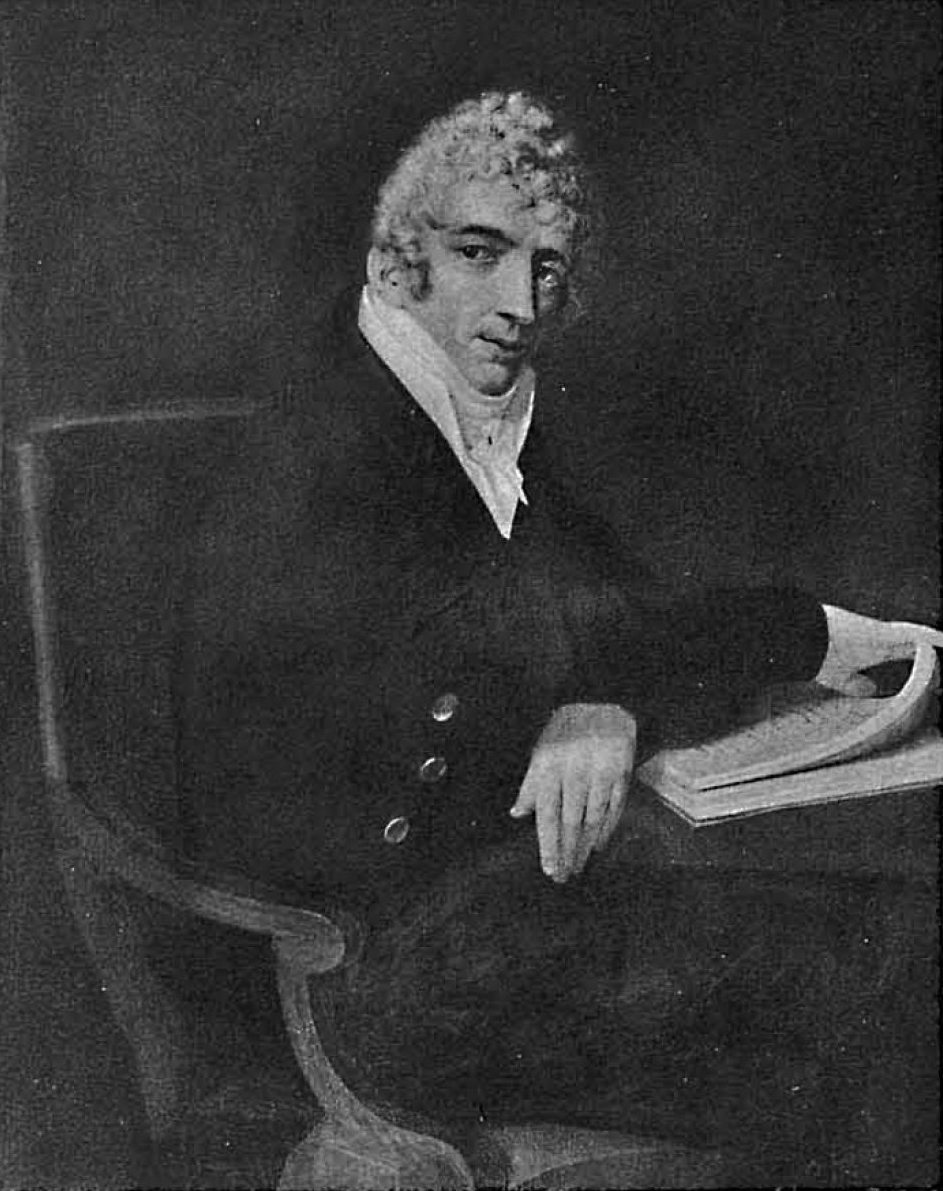
Иван Степанович Лаваль

Тогда влюблённая Александра написала всеподданейшую просьбу и опустила её в специальный ящик, поставленный у дворца императора. Павел I пожелал разобраться в прошении и потребовал разъяснений от Екатерины Ивановны. Та причиной отказа указала, что Лаваль «не нашей веры, неизвестно откуда взялся и имеет небольшой чин». Резолюция императора была краткой: 

Он христианин, я его знаю, для Козицкой чин весьма достаточный. Обвенчать через полчаса.
Иван Лаваль и Александра Козицкая немедленно были обвенчаны в приходской церкви без всяких приготовлений. Александра Григорьевна принесла мужу огромное приданое, около 20 миллионов, в том числе Воскресенский завод на Урале. Умело применив полученное богатство, в 1814 году Иван Лаваль был возведён с нисходящим его потомством, в графское достоинство королевства Французского, которое было признано за ним и в Российской империи в 1817 году. Титул и успешная карьера окончательно примирили Екатерину Ивановну с выбором дочери, в 1833 году перед смертью она щедро одарила чету Лавалей.
Во время путешествий за границу Александра Григорьевна встречалась со многими выдающимися людьми, в том числе с французскими писателями Ф. Шатобрианом и Б. Констаном, посещала салон писательницы де Сталь, с которой считалась приятельницей. По словам барона Модеста Корфа, графиня Лаваль ввела и расплодила в семье своей необыкновенное безобразие, сама она была:

Маленькая, рябая, гадкая, как китайская кукла и вечно с обнаженными плечами и колоссальными грудями, глядя на которые, так и разбирала охота плюнуть. К этому она по характеру, тону и обращению была совершенный мужчина. Муж ее нисколько не уступал ей в отвратительности, но в других совсем размерах, это род скелета маленькой цапли с глазами, как плюшки, но ничего не видящими, с ногами, которые, могут, кажется, подкосить всякое дуновение ветерка, и к тому же с подобным характером.
Умерла Александра Григорьевна Лаваль 17 ноября 1850 года. Похоронена в некрополе Свято-Троицкой Александро-Невской лавры.

## Литературно-музыкальный салон

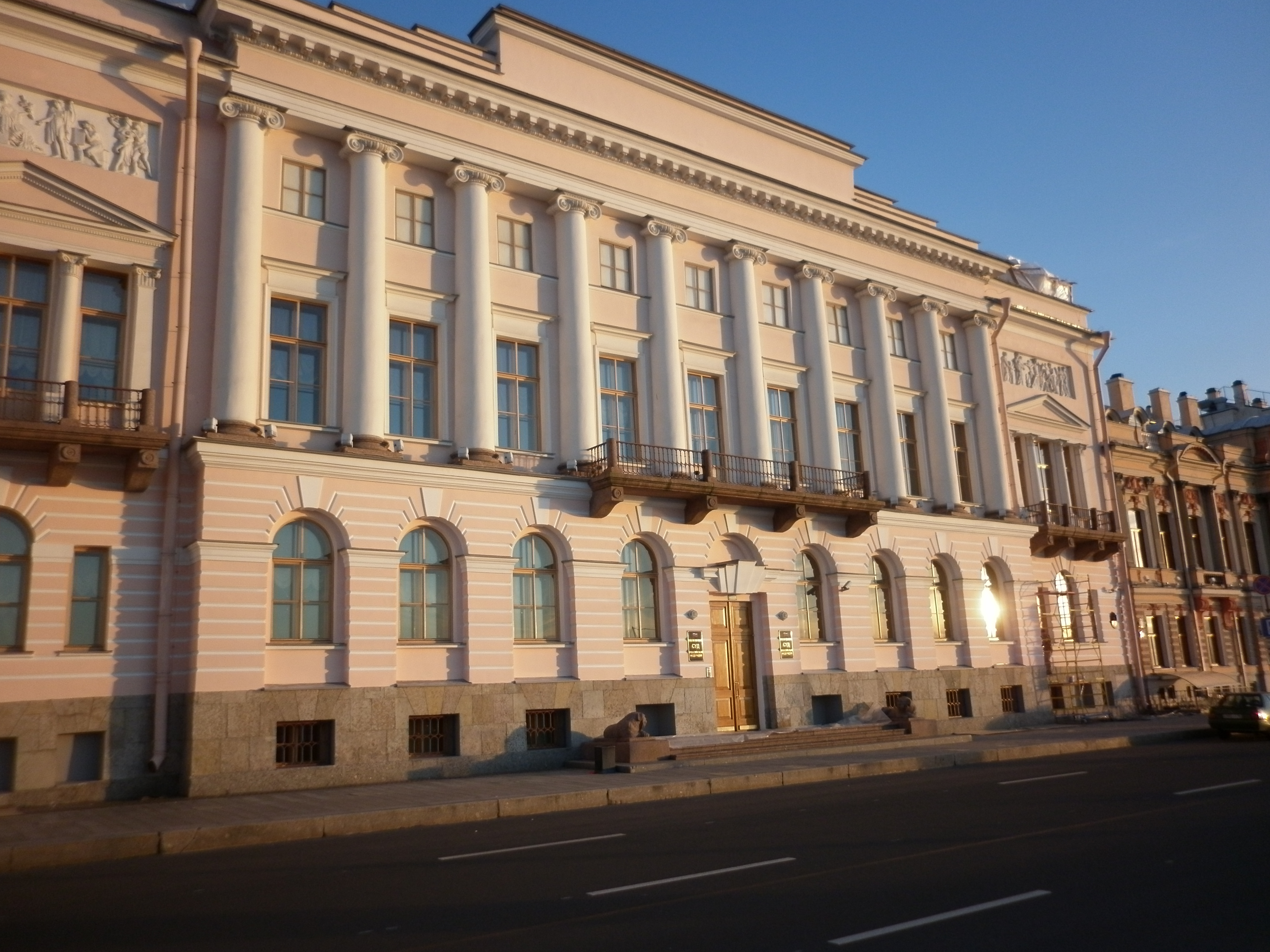
Особняк Лавалей

Александра Григорьевна Лаваль являлась хозяйкой блестящего литературного и музыкального салона.
В начале 1800-х по заказу новой хозяйки архитектор Тома де Томон перестроил особняк на Английской набережной, около Сената. Главный фасад, обращённый на набережную, он декорировал десятью ионическими трёхчетвертными колоннами на уровне второго и третьего этажа. В настоящее время особняк вошёл в комплекс зданий Конституционного Суда.
Александра Григорьевна пользовалась большим уважением в высшем свете. Считалось, что она унаследовала от своей матери природный ум, здравый смысл, твёрдый характер в сочетании с тактом, сочетая всё это с прекрасным воспитанием. Вскоре её дом стал одним из центров культуры Санкт-Петербурга первой половины XIX века. У неё собирались поэты, писатели, просто ценители искусства, зачитывались новые произведения, обсуждались новинки европейской литературы.
По свидетельству библиотекаря Лавалей Ш. Сен-Жюльена, в салоне «собирались самые выдающиеся представители поэзии и литературы; здесь между 1827 и 1830 годами я имел возможность видеть Пушкина, Крылова и Жуковского…» Среди гостей Александры Лаваль бывали А. И. Тургенев, П. А. Вяземский, Н. И. Гнедич, А. Н. Оленин, А. Н. Плещеев, И. И. Козлов и многие другие. В салоне Лаваль собиралось порой до 600 человек, иногда бывал и император Александр I.

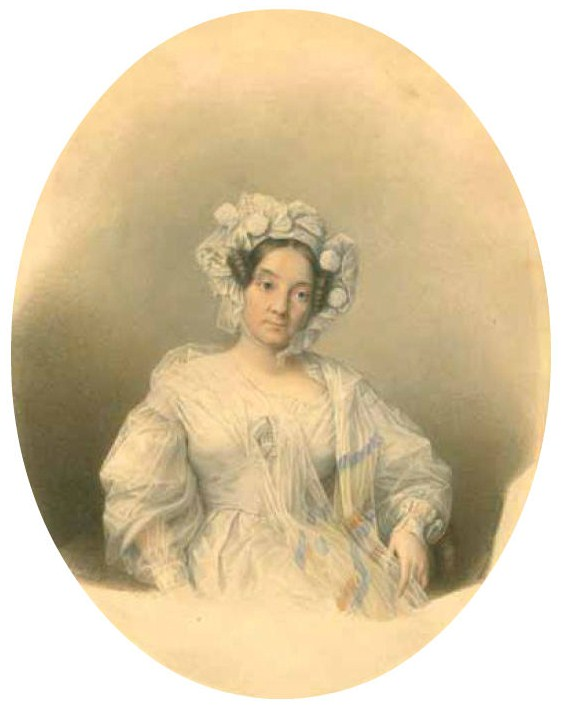
Портрет Александры Лаваль (1851) работы О. Тимашевского

10 марта 1816 года Николай Карамзин читал тут неопубликованные главы «Истории государства Российского», надеясь, что влиятельный великосветский салон обеспечит достаточную поддержку близких ко двору лиц, что поможет в получении разрешения на издание книги. В доме на Английской набережной читал свои ещё неопубликованные произведения и Александр Пушкин. Здесь в 1819 году им впервые была прочитана ода «Вольность», а 16 мая 1828 года в присутствии А. С. Грибоедова и А. Мицкевича — трагедия «Борис Годунов». На приёмах у Лавалей бывал и Михаил Лермонтов, здесь же 16 февраля 1840 года у него произошла ссора с сыном французского посла Барантом, закончившаяся дуэлью.
В 1840-х годах на вечерах, в присутствии почти всего высшего света Санкт-Петербурга пели Рубини, Карадори, Виардо-Гарсиа, Тамбурини.
Подобные приёмы проходили не только на Английской набережной, но и на даче Лавалей на Аптекарском острове, при слиянии Малой Невки и речки Карповки. Участок был подарен супругам императором Павлом I в качестве свадебного подарка. Разговоры на дачных приёмах князь Пётр Вяземский назвал «живой газетой Петербурга», а в наброске повести Пушкина «Гости съезжались на дачу» (1828) действие одной из сцен разворачивалось на даче Лавалей.
В 1825 году, после восстания декабристов особняк на Английской набережной подвергался тщательному обыску, так как старшая дочь Лавалей Екатерина была замужем за полковником Сергеем Петровичем Трубецким, одним из руководителей Северного общества. Однако это не снизило популярности салона Александры Григорьевны.

## Благотворительность
Александра Григорьевна активно занималась и благотворительностью. 4 июня 1838 года на Петербургской стороне ею был устроен детский приют, третий в Санкт-Петербурге, для приходящих детей обоего пола. По высочайшему повелению императрицы Александры Федоровны (супруги Николая I) приют был назван Лавальским. Сначала приют размещался в съёмном доме, но с 1840 года приют был переведён в специально купленный на средства Александры Григорьевны дом. И до самой смерти своей благодетельницы приют содержался на её средства. После же 1850 года приют содержался на средства её дочерей, внуков, добровольные пожертвования и завещания. Приют существовал до 1918 года.
На средства Александры Григорьевны были построены церковь святых бессребренников Космы и Дамиана в селе Большой Вьяс (ныне Лунинского района Пензенской области) и церковь в честь Казанской иконы Божией Матери в селе Урусово (ныне Ртищевского района Саратовской области).

## Коллекции

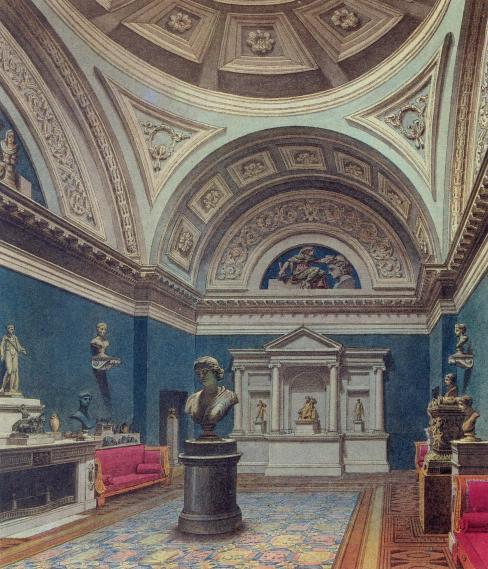
Выставочный зал дома графини Лаваль. Акварель М. Н. Воробьёва. 1819 год

Стараниями графини в доме на Английской набережной появилась уникальная художественная коллекция живописи, античной скульптуры, собранные ею в поездках по Европе, особенно — в Италии. На стенах её дома были полотна, выдаваемые хозяйкой за работы Рубенса, Рембрандта, Рейсдаля, Лоррена, Альбани, Бартоломео и других художников. В залах было до 300 древнегреческих и италийских ваз, в том числе «Дионис в борьбе с гигантом», «Прощание воина с семьёй», «Сцена пира», глиняных и стеклянных изделий и около 300 античных бронзовых вещей. Большой интерес представляли римские копии I—II веков нашей эры с греческих оригиналов V—IV веков до н. э., особое место занимали протокоринфские арибаллы, среди них даже редкий образец VIII века до н. э. Было около 30 предметов искусств из Египта, относившихся к II тысячелетию до н. э., среди которых: «Священный сокол», «Царская голова», «Коленопреклонённый жрец».
Мраморный пол в доме был вывезен из дворца римского императора Тиберия с острова Капри.
Имелась богатая библиотека в пять тысяч томов с экслибрисами гравёра Н. И. Уткина с книгами по истории, философии, экономике, искусству, географии.
Многие экспонаты коллекции Лавалей демонстрировались на различных выставках. После смерти Александры Григорьевны собрание картин и библиотека были разделены между её наследниками, а ценнейшая часть коллекции древнеегипетских и античных произведений перешла Эрмитажу, где и хранится до сих пор.

## Семья
От брака с Иваном Степановичем Лавалем Александра Лаваль имела двух сыновей и четырёх дочерей:
- Екатерина Ивановна (1800—1854), была замужем за декабристом князем С. И. Трубецким, и первая последовала за сосланным мужем в Сибирь.
- Зинаида Ивановна (1801—1873), с 1823 года была замужем за генерал-майором и дипломатом Людвигом Лебцельтерном (1774—1854).
- Владимир Иванович (02.02.1804—21.04.1825), корнет Конной гвардии, застрелился, по одной версии, после проигрыша в карты, по другой, в результате несчастного случая.
- Павел Иванович (1806—01.04.1812[3]), умер от горячки, похоронен в Александро-Невской лавре.
- София Ивановна (1809—1871), фрейлина, с 1833 года была замужем за графом Александром Михайловичем Борхом (1804—1867), дипломатом и камергером. София Ивановна занималась благотворительностью, с 1834 года была членом совета Патриотического дамского общества. Ей посвящено стихотворение Ивана Козлова «Разбитый корабль» (1832 г). После смерти матери ей достался особняк на Английской набережной.
- Александра Ивановна (08.10.1811[4]—1886), крещена 22 октября 1811 года в Исаакиевском соборе при восприемстве бабушки Е. И. Козицкой; была замужем (с 23 августа 1829 года)[5] за графом Станиславом Осиповичем Корвин-Коссаковским (1795—1872), писателем, художником, церемониймейстером, посланником при мадридском дворе.

Дочери
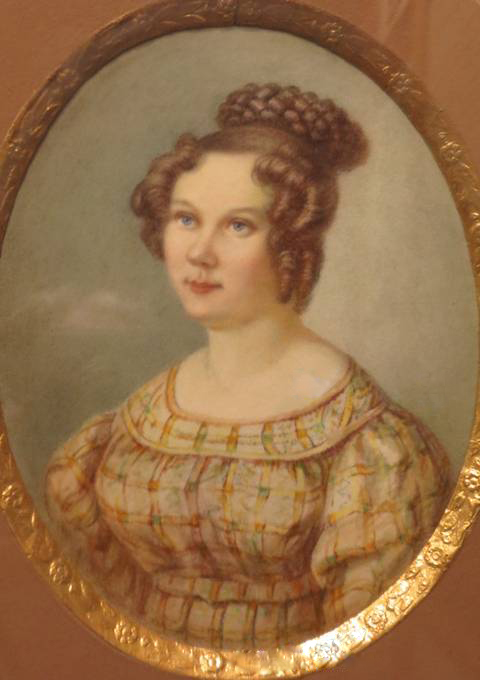
Екатерина Ивановна
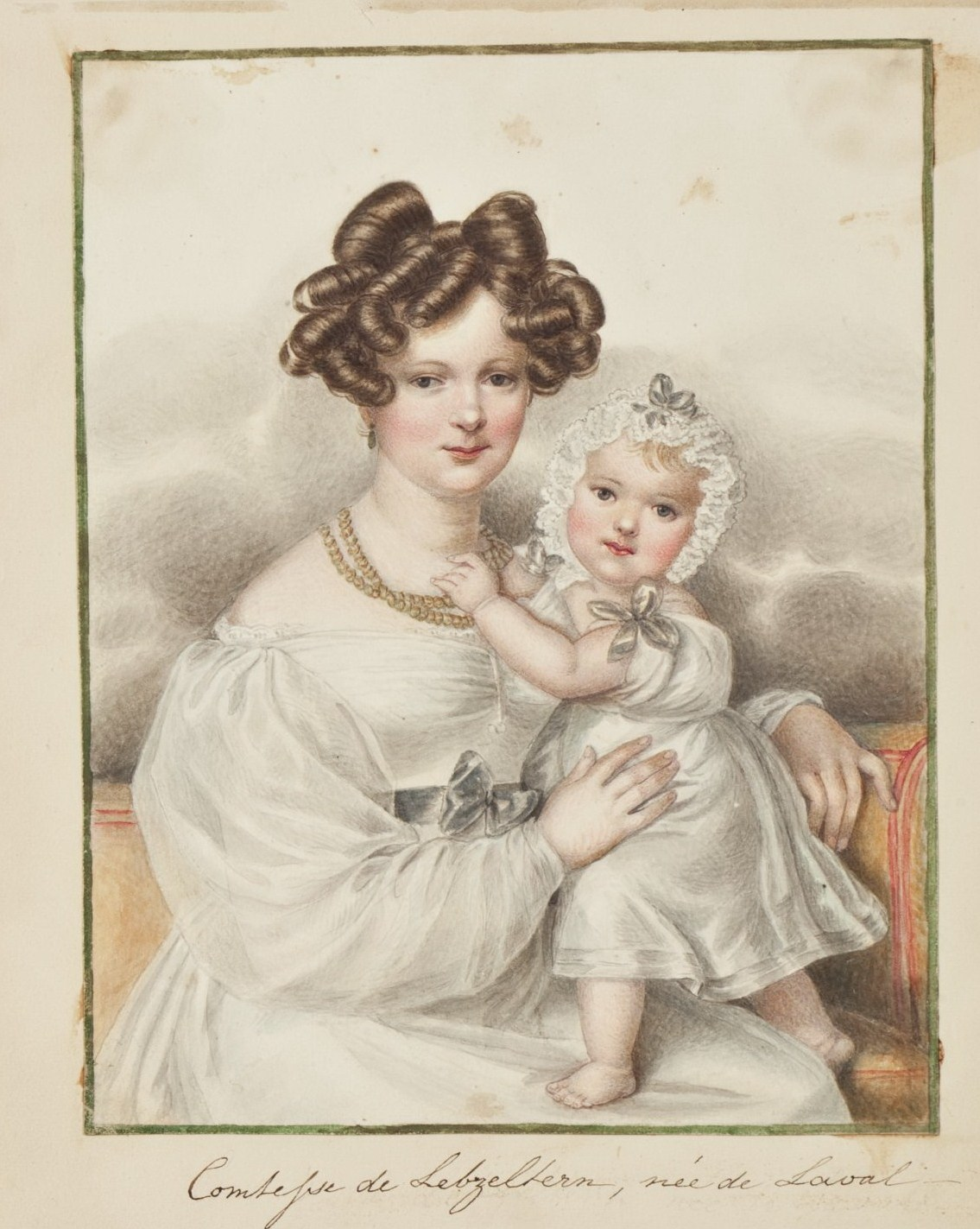
Зинаида Ивановна
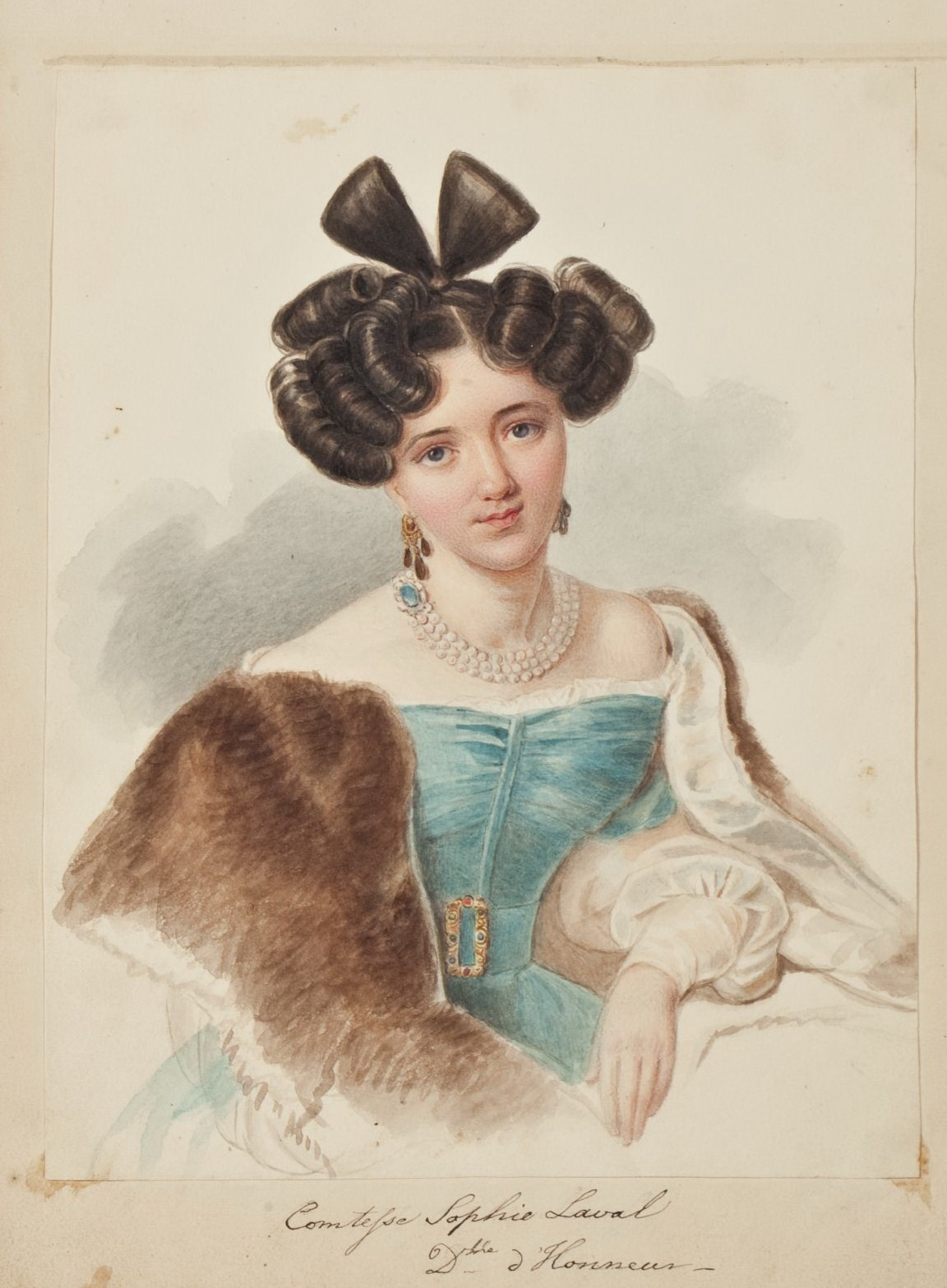
София Ивановна
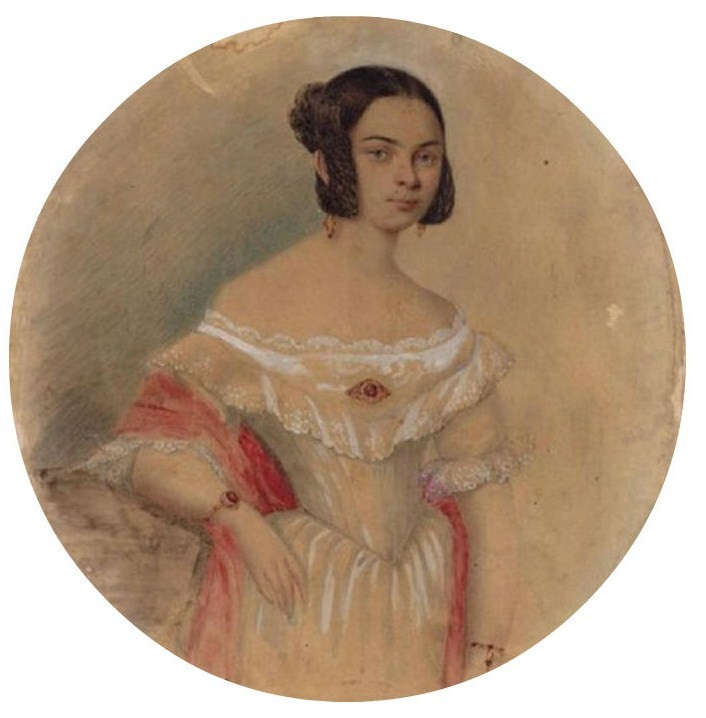
Александра Ивановна

## Образ в кино
- «Звезда пленительного счастья» — актриса Татьяна Окуневская